# گانتیس اوسیس
گانتیس اوسیس (انگلیسی: Guntis Osis؛ زادهٔ ۳۰ اکتبر ۱۹۶۲) ورزشکار رشته بابسلد اهل لتونی و از برندگان مدال‌های بازی‌های المپیک زمستانی است. 